# Gudula Blau

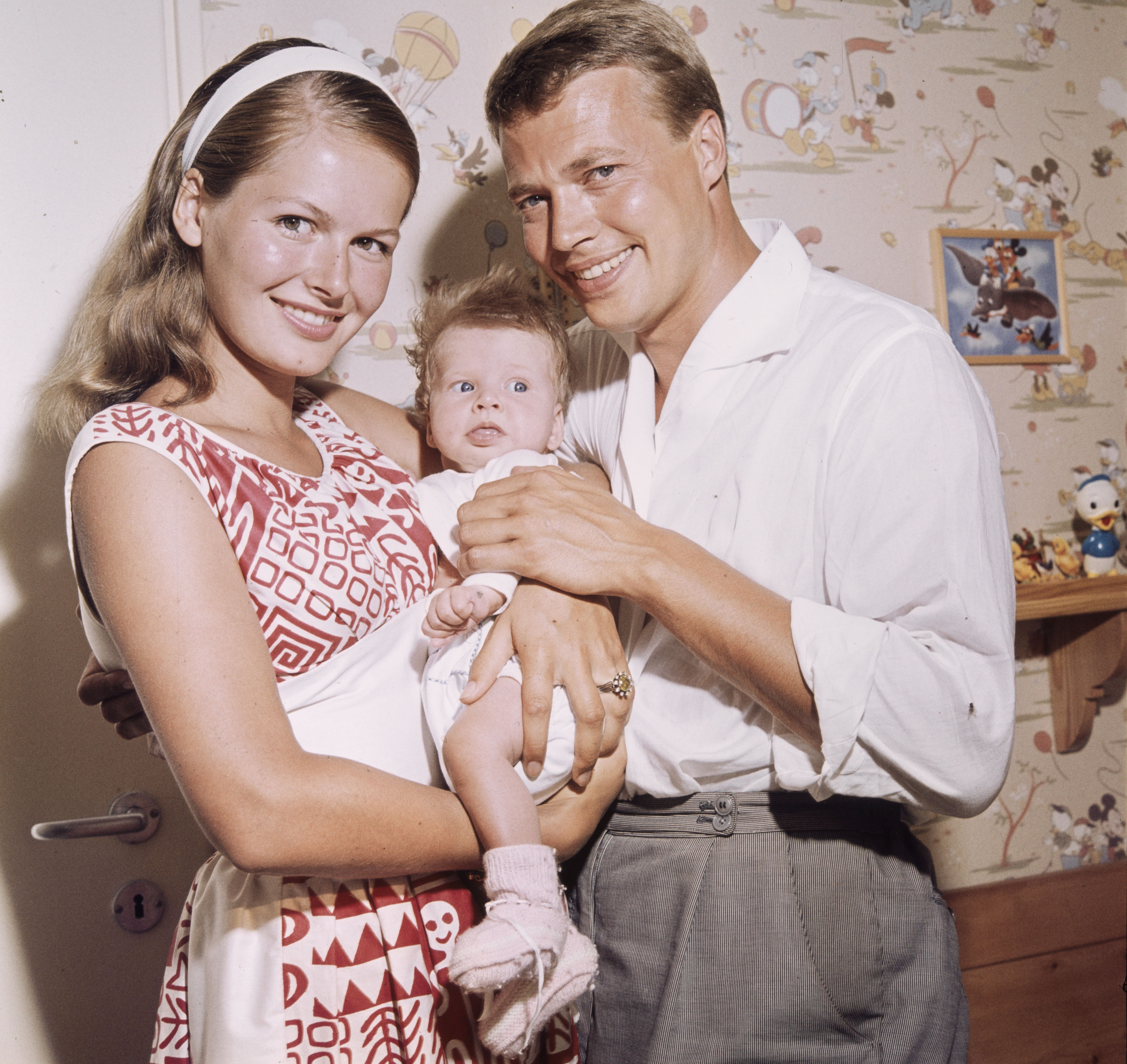
Gudula Blau mit Ehemann Karlheinz Böhm und Tochter Kristina Böhm, etwa 1959

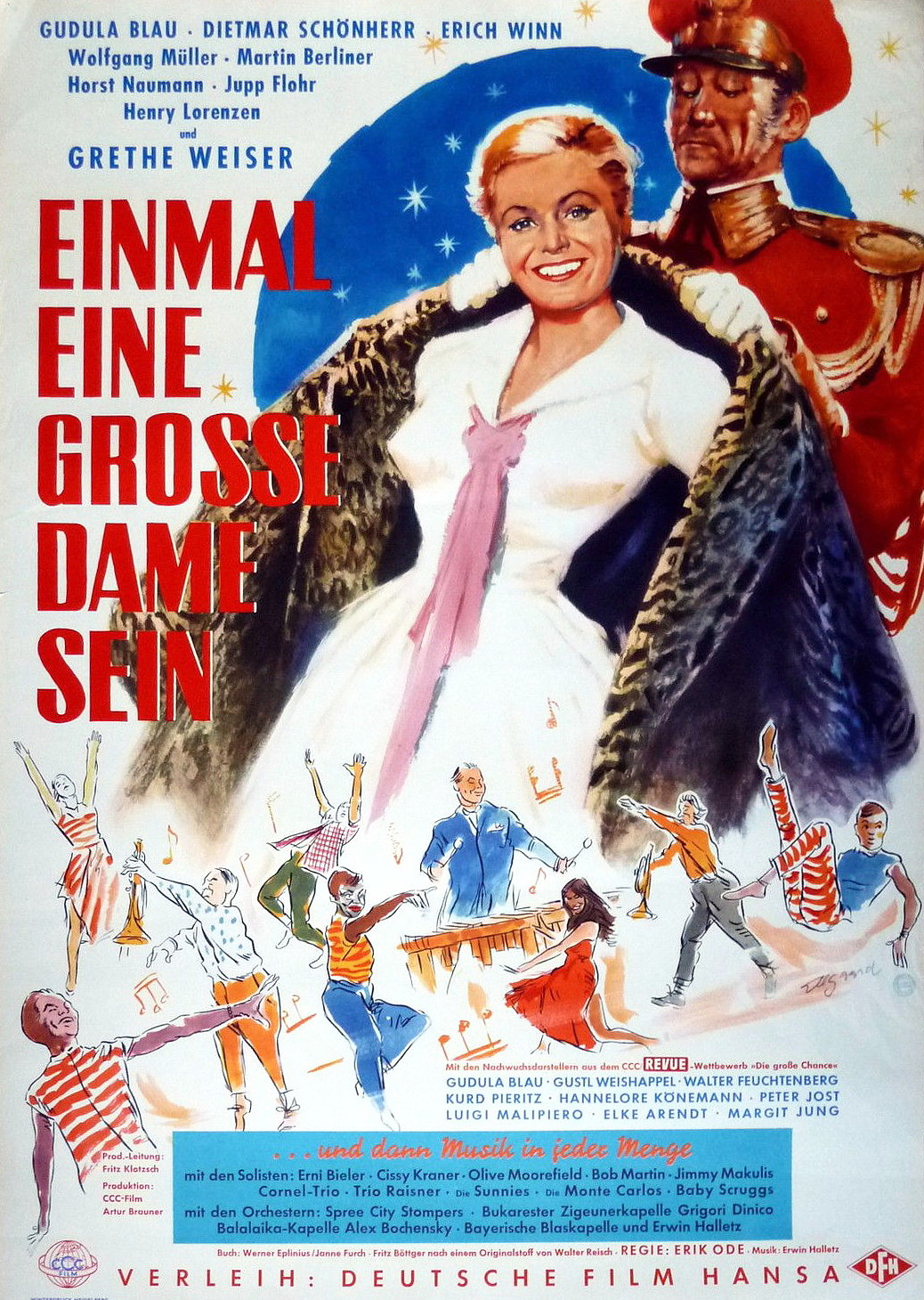
Gudula Blau in Einmal eine große Dame sein (1957). Filmplakat von Helmuth Ellgaard

Gudula Blau (* 22. Februar 1940 in Posen) ist eine deutsche Schauspielerin, Autorin, Sängerin und ehemalige Vorsitzende der Kleinpartei Die Violetten.

## Leben
Gudula Blau spielte unter anderem in den Filmen Scherben bringen Glück (1957), Einmal eine große Dame sein (1957), Die Heilige und ihr Narr (1957) und in Das fliegende Klassenzimmer (1973) als Frau von Simmern. Sie war von 1958 bis 1962 die zweite Ehefrau von Karlheinz Böhm. Sie ist Mutter von vier Kindern, unter anderem der 1959 geborenen ehemaligen Schauspielerin Kristina Böhm.
In den 1970er Jahren begann sie eigene Chansons zu singen und trat 1974 mit ihrem ersten Lied Das hat uns keiner gesagt bei Hans Rosenthal in Dalli Dalli auf. 1985 beendete sie ihre Gesangslaufbahn und arbeitete als Kundenbetreuerin und Betriebsratsvorsitzende bei Böhmler im Tal in München und anschließend als Lektorin und PR-Dame für den Langen Müller Verlag. Danach war sie bis Dezember 1998 als Verwaltungsleiterin der Ayurveda-Klinik in Kassel tätig.
2005 gründete sie den Landesverband Bayern der Partei Die Violetten, den sie drei Jahre als Landesvorsitzende führte. Im März 2008 wurde Gudula Blau Bundesvorsitzende der Violetten. Bei der Landtagswahl in Bayern 2008 trat sie erstmals als Direktkandidatin des Stimmkreises München-Giesing (Wahlkreis Oberbayern) an. Bei der Europawahl 2009 war sie noch als Kandidatin gelistet, trat aber im Juni 2009 vom Vorsitz zurück und aus der Partei aus.
Gudula Blau gründete die Annapurna-Seminarorganisation mit Sitz in Mittenwald, die esoterisch orientiert ist.

## Filmografie
- 1957: Scherben bringen Glück
- 1957: Einmal eine große Dame sein
- 1957: Die Heilige und ihr Narr
- 1973: Das fliegende Klassenzimmer
- 1983: Die liebe Familie (Fernsehserie, zwei Folgen)
- 1990: Ein Heim für Tiere (Fernsehserie, eine Folge)
- 2001: Verkehrsgericht (Fernsehserie, eine Folge)

## Werke
- Worte, die die Seele heilen. München: Verlag Peter Erd 2003, ISBN 3-8138-0146-2